# Problemas ambientales de Paraguay
Los problemas ambientales del Paraguay son la desaparición de sus bosques, el deterioro de los suelos, la contaminación ambiental afectando al aire y al agua, la erosión de los suelos, la enorme expansión de la zona urbana y la falta de control de los residuos, la deforestación en campos privados y en algunas áreas protegidas, la eliminación de la vegetación primitiva y la reutilización de grandes terrenos con fines agropecuarios.

La política ambiental del país está regulada por su Constitución Nacional.

## Deforestación
La deforestación en Paraguay es el proceso de destrucción o agotamiento de la superficie forestal de los bosques de Paraguay. Entre 1970 y los 2000, Paraguay perdió más del 50% de su cobertura forestal correspondiente al bosque atlántico. La deforestación también avanza en la zona del Alto Paraguay, donde en el período 2007-2012 se perdió la mayor parte de la superficie boscosa. En el período entre 2000-2015 se perdieron en promedio más de 330.000 hectáreas por año, contabilizando casi 5 millones de hectáreas deforestadas en el período.
Paraguay es el segundo país sudamericano que presenta mayor deforestación según mediciones de Global Forest Watch, con menor superficie que otros países del continente los supera en los índices de deforestación.